# 许徐甘第大
许徐甘第大（1606年10月5日—1680年10月24日），又称许徐氏、许甘第大、徐甘第大、甘第大，明朝官员徐光启孙女，明末清初天主教徒。
教名甘第大（Candida）系因其生在圣甘第大的圣日，即9月4日而名。

## 生平
16岁时，徐氏与许远度成婚，生有子女八人。许徐氏平时生活俭朴，靠女红度日，却经常周济穷苦无助的乡民。当看到本地许多贫苦人家孩子生病后无力抚养、弃婴甚多，即督促儿子許纘曾，許纘曾遂與与郡人联名呈请松江府知府鲁超，向地方各大小官员劝捐，创办育婴堂。共收养弃婴5480名，花费赎银18330两。
皇帝听闻许徐氏年高德昭，贞节彪炳，特赏镶银锦袍一件、珠宝凤冠一顶，钦封她为“淑女”，大事褒扬。事后便将袍上银饰和冠上珠宝悉数摘下，施舍穷人，或装饰圣堂。張獻忠屠蜀後，她襄助四川教會找尋倖存教徒，並請法國耶穌會士穆格我（Claudius Motel；1618–1671）到川治理教務。
康熙十九年，许徐氏将百亩土地捐给松江教会。九月初三日（1680年10月24日），许徐氏逝世。耶稣总会长念其有助于其会传教，命令在会每位神父为她献祭三台，并念玫瑰经三份，以表耶稣会对她的感激之情。以及其为明朝天主教所做出的成就，被誉为“古今罕匹、中国圣教独一无二的女士”。

## 家庭
其夫许远度，為南京通政使許樂善之孫，夫妻两人遵守基督教婚姻观，不置妾室。
子許纘曾（1627年—1697年），字孝修，號鶴沙，順治六年（1649年）登己丑科同進士，官至雲南按察使。